# Oberste Bauleitung der Reichsautobahnen
Die Obersten Bauleitungen der Reichsautobahnen (OBR) waren die mittleren Verwaltungsebenen des Reichsautobahnbaus im Dritten Reich. Sie waren als regionale Untereinheiten der im Juni 1933 gegründeten Gesellschaft „Reichsautobahnen“ für Planung und Errichtung der Reichsautobahnen in ihrem Wirkungsbereich zuständig. Die Bauausführung oblag den nachgeordneten Bauabteilungen.
Es wurden ab Juni 1933 insgesamt 15 Oberste Bauleitungen im Reich eingerichtet. Sie trugen bis 1935 die Bezeichnung Oberste Bauleitung der Kraftfahrbahnen (OBK) und waren wie die gesamte Gesellschaft „Reichsautobahnen“ zunächst der Deutschen Reichsbahn-Gesellschaft angegliedert. Von dieser wurden die Reichsautobahnen in den Jahren 1938 und 1942 abgegliedert und die Direktion der Reichsautobahn-Gesellschaft direkt dem Generalinspekteur für das deutsche Strassenwesen unterstellt.
Nach dem Anschluss Österreichs im März 1938 wurde am 20. Mai die OBR Linz eingerichtet.
Die Obersten Bauleitungen errichteten und bewirtschafteten außerdem Lager für den Einsatz von Zwangsarbeitern zum Autobahnbau, vor allem für deutsche und nichtdeutsche Juden.

## Oberste Bauleitungen 1935
Mit Stand vom März 1935 existierten folgende Oberste Bauleitungen:
| Sitz                 | Adresse                 | Gründung          | Bauabteilungen                                                                                               |
| -------------------- | ----------------------- | ----------------- | --- |
| Altona               | Museumstraße 15         | 10. November 1933 | - Bad Oldesloe - Bremen - Wandsbek - Harburg-Wilhelmsburg                                                    |
| Berlin               | Potsdamer Straße 20     | 20. Juli 1934     | - Frankfurt (Oder) - Potsdam - Wilhelmshagen                                                                 |
| Breslau              | Berliner Platz 20e      | 20. Dezember 1933 | - Breslau - Bunzlau - Gleiwitz - Haynau - Liegnitz                                                           |
| Dresden              | Bismarckplatz 5         | 18. Dezember 1933 | - Chemnitz - Dresden - Glauchau - Nossen - Plauen                                                            |
| Essen                | Kruppstraße 16          | 1. November 1933  | - Beckum - Duisburg - Kamen - Recklinghausen                                                                 |
| Frankfurt (Main)     | Hohenzollernplatz 35    | 24. Juni 1933     | - Bad Homburg - Butzbach - Darmstadt - Frankfurt (Main) - Heidelberg - Kaiserslautern - Karlsruhe - Mannheim |
| Halle (Saale)        | Delitzscher Straße 3    | 1. Februar 1934   | - Halle (Saale) - Gera 1 - Gera 2 - Weißenfels                                                               |
| Hannover             | Lavestraße 77/78        | 1. Februar 1934   | - Brandenburg - Braunschweig - Burg bei Magdeburg - Hannover-Bothfeld - Helmstedt - Magdeburg                |
| Kassel               | Kronprinzenstraße 1/2   | 1. Mai 1934       | - Göttingen - Hann. Münden - Hersfeld - Kassel-Bettenhausen - Kassel-Wilhelmshöhe                            |
| Köln                 | Kaiser-Friedrich-Ufer 3 | 1. November 1933  | - Hilden - Köln - Opladen 1 - Opladen 2                                                                      |
| Königsberg (Preußen) | Langgasse 117/121       | 16. Oktober 1933  | - Braunsberg - Elbing - Königsberg (Preußen)                                                                 |
| München              | Arnulfstraße 19         | 1. September 1933 | - Augsburg-Ost - Augsburg-West - Ingolstadt - München-Ost - München-West - Rosenheim - Traunstein            |
| Nürnberg             | Ziegelgasse 9           | 1. Februar 1934   | - Bayreuth - Hilpoltstein - Kipfenberg - Münchberg - Nürnberg - Pegnitz - Saalfeld/Saale                     |
| Stettin              | Oberwiek 1              | 25. Oktober 1933  | - Angermünde - Bernau - Eberswalde - Stettin 1 - Stettin 2                                                   |
| Stuttgart            | Jägerstraße 11          | 1. Januar 1934    | - Ludwigsburg - Pforzheim - Stuttgart - Ulm                                                                  |